# 裴徽
裴徽（？—？），字文季，河东郡闻喜縣（今山西闻喜）人，河东裴氏之西眷裴始祖。三国曹魏名士、玄学家。官至吏部郎、冀州刺史。

## 生平
裴徽善言名理，有盛名，才理清明，能释玄虚。曾以“无者诚万物之所资也，然圣人莫肯致言，而老子申之无已者何”的论题，启发王弼，以“援老入儒”的方式，合儒道为一。在职多荐名士为官，并能周旋于各派清谈家之中。
常与何晏、王弼探讨《老子》、《庄子》、《周易》三玄之学，最先提出玄学所讨论的重要问题。主张“贵无”，认为“夫无者诚万物之所资也”。
之后裴徽封蘭陵公，死後諡武。

## 家庭

### 父親
- 裴茂，东汉尚书令

### 兄弟姐妹
- 裴潜，曹魏光禄大夫、清阳贞侯
- 裴俊，蜀汉光禄勋
- 裴辑

### 子女
- 裴黎，西晋游击将军
- 裴康，西晋太子左卫率
- 裴楷，西晋侍中、中书令、光禄大夫、开府仪同三司、临海元侯
- 裴绰，西晋黄门侍郎